# Всемирные городские игры
Всемирные городские игры (англ. World Urban Games) — мультиспортивное мероприятие, которое включает в себя фестиваль, посвящённый молодёжной культуре и соревнования по городским видам спорта. Также на мероприятии присутствуют показательные дисциплины, такие как академическая гребля в помещении и лазер-ран. Мероприятие организовано под эгидой Глобальной ассоциации международных спортивных федераций (ГАИСФ) и должно повторяться с периодичностью два года.

## История
С 13 по 15 сентября 2019 в Будапеште (Венгрия) прошли первые Всемирные городские игры, в которых приняли участие 300 спортсменов из 46 стран-участниц. Мероприятие включало в себя широкий спектр программ спортивных соревнований, шоукейсов и демонстраций, объединённых с музыкой, танцами и городской культурой. В 2021 году соревнования были отменены из-за коронавируса. Следующие игры назначены на 2023 год и пройдут также в Будапеште.